# Marcin Lewandowski (atleet)
Marcin Przemysław Lewandowski (Szczecin, 13 juni 1987) is een Poolse voormalige middellangeafstandsloper, die gespecialiseerd was in de 800 m. Hij nam op dit onderdeel driemaal deel aan de Olympische Spelen, maar won hierbij geen medailles. Hij heeft meerdere medailles gewonnen op het hoogste Europese niveau, waaronder twee gouden.

## Biografie

### Jeugd
Lewandowski speelde in zijn jeugd voetbal bij de vereniging KP Chemik Police in Police, vlakbij zijn geboorteplaats Szczecin, in navolging van zijn oudere broer Tomasz Lewandowski. Op zijn twaalfde verhuisde Marcin Lewandowski naar Slubice om zich te richten op het hardlopen. Drie jaar later won de atleet zijn eerste medaille op een nationaal jeugdkampioenschap.
Lewandowski maakte zijn internationale debuut op zijn achttiende, bij de Europese juniorenkampioenschappen van 2005 op de 1500 m. Hij eindigde daar als zevende in een tijd van 3.49,08. Een jaar later miste hij bij de wereldkampioenschappen voor junioren nipt een medaille: hij finishte als vierde in 1.47,79 op de 800 m.

### Eerste medaille

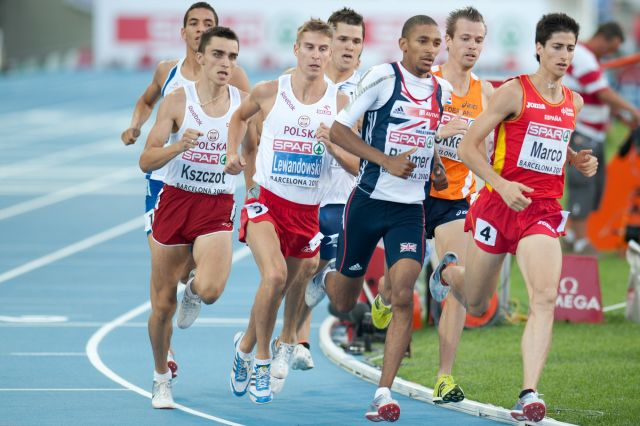
Lewandowski (midden) tijdens de finale van de EK van 2010.

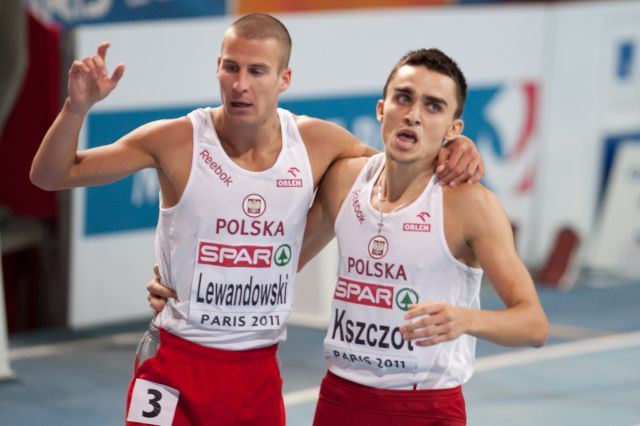
Lewandowski (links) en Adam Kszczot vieren hun podiumplekken tijdens de EK indoor 2011.

Lewandowski pakte zijn eerste internationale medaille bij de Europese kampioenschappen voor neo-senioren van 2007. Hij won hier de 800 m in 1.49,94. Het daaropvolgende jaar debuteerde Lewandowski op een internationaal seniorentoernooi op de baan, door aan de Olympische Spelen in Peking mee te doen. In de eerste ronde van de 800 m eindigde hij vierde in zijn reeks, maar hij werd alsnog gekwalificeerd op basis van zijn finishtijd. In de halve finales eindigde hij zevende en werd hij uitgeschakeld.
Op de wereldkampioenschappen van 2009 in Berlijn viel Lewandowski over Bram Som, die op zijn beurt weer viel over Abubaker Kaki, waardoor zowel Lewandowski als Som zich niet direct plaatsten voor de finale. Na een protest werden beide atleten alsnog toegevoegd aan de finale. Hierin eindigde hij uiteindelijk als achtste.
In 2010 won Lewandowski zijn eerste grote internationale toernooi: op de Europese kampioenschappen van Barcelona won hij de 800 m. In 2011 won hij een zilveren medaille, door bij de Europese indoorkampioenschappen achter zijn landgenoot Adam Kszczot te finishen.
Op de Olympische Spelen van 2012 in Londen nam hij voor de tweede keer deel aan de Spelen. Op de 800 m sneuvelde hij net als vier jaar eerder in de halve finale.

### Net naast de bronzen medailles
Tijdens het indoorseizoen van 2013 deed Lewandowski mee aan de 1500 m bij de EK indoor. Hij bereikte de finale, maar finishte uiteindelijk als vierde met relatief grote afstand van het podium (1,49 s). Ook in 2013 tijdens de WK van Moskou greep Lewandowski met een tijd van 1.44,08 op de 800 m naast het podium: hij werd vierde. Een jaar later, bij de wereldindoorkampioenschappen van 2014, leek Lewandowski wel het podium te bereiken, aangezien hij als derde finishte. Hij werd naderhand echter gediskwalificeerd vanwege het buiten de baan stappen, waardoor de derde plek naar Andrew Osagie ging. Bij de EK van 2014 miste Lewandowski wederom het podium. Waar Adam Kszczot en Artur Kuciapski eerste en tweede werden, kon Lewandowski er geen geheel Pools podium van maken en eindigde hij als vijfde in 1.45,78.
In 2015 sloeg Lewandowski wel toe bij de EK indoor van Praag: hij won de 800 m in 1.46,67 en pakte daarmee zijn tweede Europese seniorentitel. Tijdens het outdoorseizoen verbeterde Lewandowski het Europees record afstands medley relay (1200 - 400 - 800 - 1600 m) samen met Mateusz Demczyszak (1200), Łukasz Krawczuk (400) en Adam Kszczot (800) tijdens de IAAF World Relays tot 9.24,07. Dit was tevens goed voor een vierde plaats. Later dat jaar verbeterde Lewandowski zijn beste 800 metertijd tot 1.43,72 tijdens de Herculis meeting in Monaco. Bij de WK van Peking van dat jaar kon hij die goede vorm niet omzetten in een finaleplek: hij finishte als vierde in zijn serie, en kwam 0,06 seconden tekort om als tijdsnelste de finale te bereiken.
Bij de EK van Amsterdam in 2016 behaalde Lewandowski een tweede plaats op de 800 m, wederom achter landgenoot Adam Kszczot.

### Einde atletiekloopbaan
In mei 2022 maakte Lewandowski bekend, dat hij een punt zette achter zijn atletiekloopbaan. Nadat zijn dochter tijdens een ritmische gymnastiekoefening kort voor de WK indoor in Belgrado gewond was geraakt, was hij thuis gebleven totdat zij volledig was genezen. Hierdoor was zijn voorbereiding voor het belangrijke atletiekjaar 2022 dusdanig in de war geraakt, dat hij geen kans meer zag om zich nog goed op dit seizoen voor te bereiden. Na zestien jaar hard te hebben gelopen op topniveau, vond hij het daarom de hoogste tijd geworden om zich meer met zijn gezin bezig te gaan houden.
Lewandowski werd gecoacht door zijn broer Tomasz Lewandowski. Hij kwam uit voor de Poolse vereniging Zawisza Bydgoszcz, gevestigd in zijn woonplaats Bydgoszcz.

## Titels
- Europees kampioen 800 m – 2010

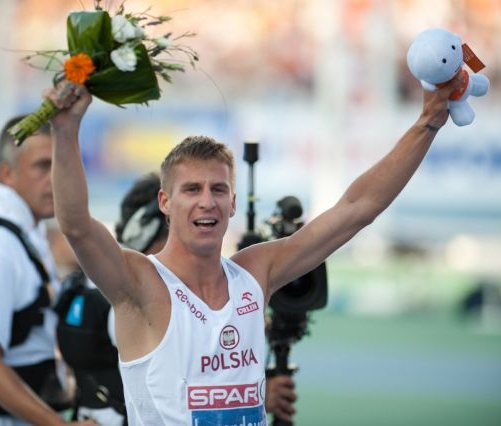
Lewandowski viert zijn Europese titel van 2010.

- Europees indoorkampioen 800 m – 2015
- Europees indoorkampioen 1500 m - 2017
- Pools kampioen 800 m – 2011, 2016, 2018
- Pools kampioen 1500 m – 2008, 2010, 2014, 2016, 2019
- Pools indoorkampioen 800 m – 2015
- Pools indoorkampioen 1500 m – 2017, 2018
- Pools indoorkampioen 3000 m - 2019
- Europees kampioen U23 800 m – 2007

## Persoonlijke records
Outdoor
| Afstand     | Prestatie        | Datum            | Plaats     |
| ----------- | ---------------- | ---------------- | ---------- |
| 100 m       | 10,64 (-0,4 m/s) | 8 juli 2006      | Słupsk     |
| 400 m       | 47,76            | 31 juli 2009     | Bydgoszcz  |
| 600 m       | 1.15,17          | 24 augustus 2014 | Birmingham |
| 800 m       | 1.43,72          | 17 juli 2015     | Monaco     |
| 1000 m      | 2.14,30 (NR)     | 25 augustus 2016 | Lausanne   |
| 1500 m      | 3.31,46 (NR)     | 6 oktober 2019   | Doha       |
| 1 Eng. mijl | 3.52,34 (NR)     | 13 juni 2019     | Oslo       |

Indoor
| Afstand     | Prestatie    | Datum            | Plaats     |
| ----------- | ------------ | ---------------- | ---------- |
| 400 m       | 48,29        | 21 februari 2009 | Spala      |
| 600 m       | 1.16,32      | 13 februari 2011 | Gent       |
| 800 m       | 1.45,41      | 18 februari 2012 | Birmingham |
| 1000 m      | 2.17,67 (NR) | 28 februari 2014 | Metz       |
| 1500 m      | 3.36,50 (NR) | 6 februari 2019  | Toruń      |
| 1 Eng. mijl | 3.56,41 (NR) | 13 februari 2019 | Athlone    |
| 3000 m      | 8.16,00      | 17 februari 2019 | Toruń      |

## Prestatieontwikkeling
| Jaar | 800 m indoor | 800 m outdoor | 1500 m indoor | 1500 m outdoor |
| ---- | ------------ | ------------- | ------------- | -------------- |
| 2002 |              | 1.57,86       |               | 4.15,24        |
| 2003 |              | 1.53,31       |               | 4.00,12        |
| 2004 |              | 1.51,73       |               | 3.50,00        |
| 2005 |              | 1.48,86       | 3.56,15       | 3.48,61        |
| 2006 |              | 1.46,69       | 3.56,72       | 3.43,84        |
| 2007 |              | 1.45,52       | 3.56,78       | 3.42,86        |
| 2008 | 1.50,39      | 1.45,84       |               | 3.44,94        |
| 2009 | 1.47,52      | 1.43,84       |               | 3.44,39        |
| 2010 | 1.47,44      | 1.44,10       | 3.40,56       | 3.40,38        |
| 2011 | 1.46,17      | 1.44,06       | 3.40,24       |                |
| 2012 | 1.45,41      | 1.44,34       | 3.37,76       |                |
| 2013 | 1.48,30      | 1.43,79       | 3.38,34       | 3.38,98        |
| 2014 | 1.45,56      | 1.44,03       | 3.37,37       | 3.38,19        |
| 2015 | 1.45,78      | 1.43,72       | 3.38,68       | 3.52,06        |
| 2016 |              | 1.43,73       |               | 3.37,69        |
| 2017 |              | 1.44,77       | 3.38,24       | 3.34,04        |
| 2018 | 1.46,90      | 1.44,32       | 3.37,67       | 3.35,06        |
| 2019 | 1.47,90      | 1.43,74       | 3.36,50       | 3.31,46        |

## Palmares

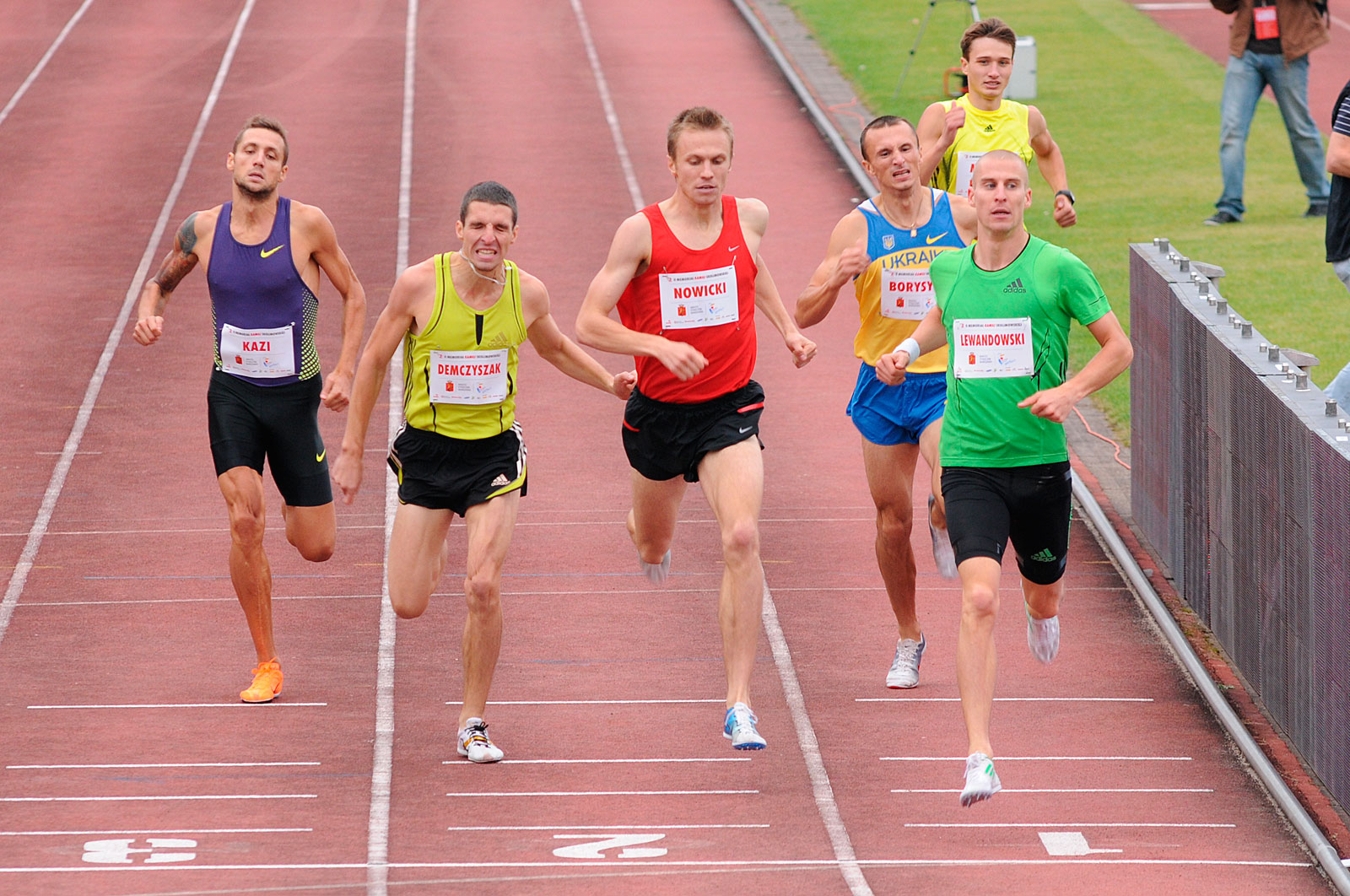
Lewandowski (rechts) in actie bij een wedstrijd in Warschau.

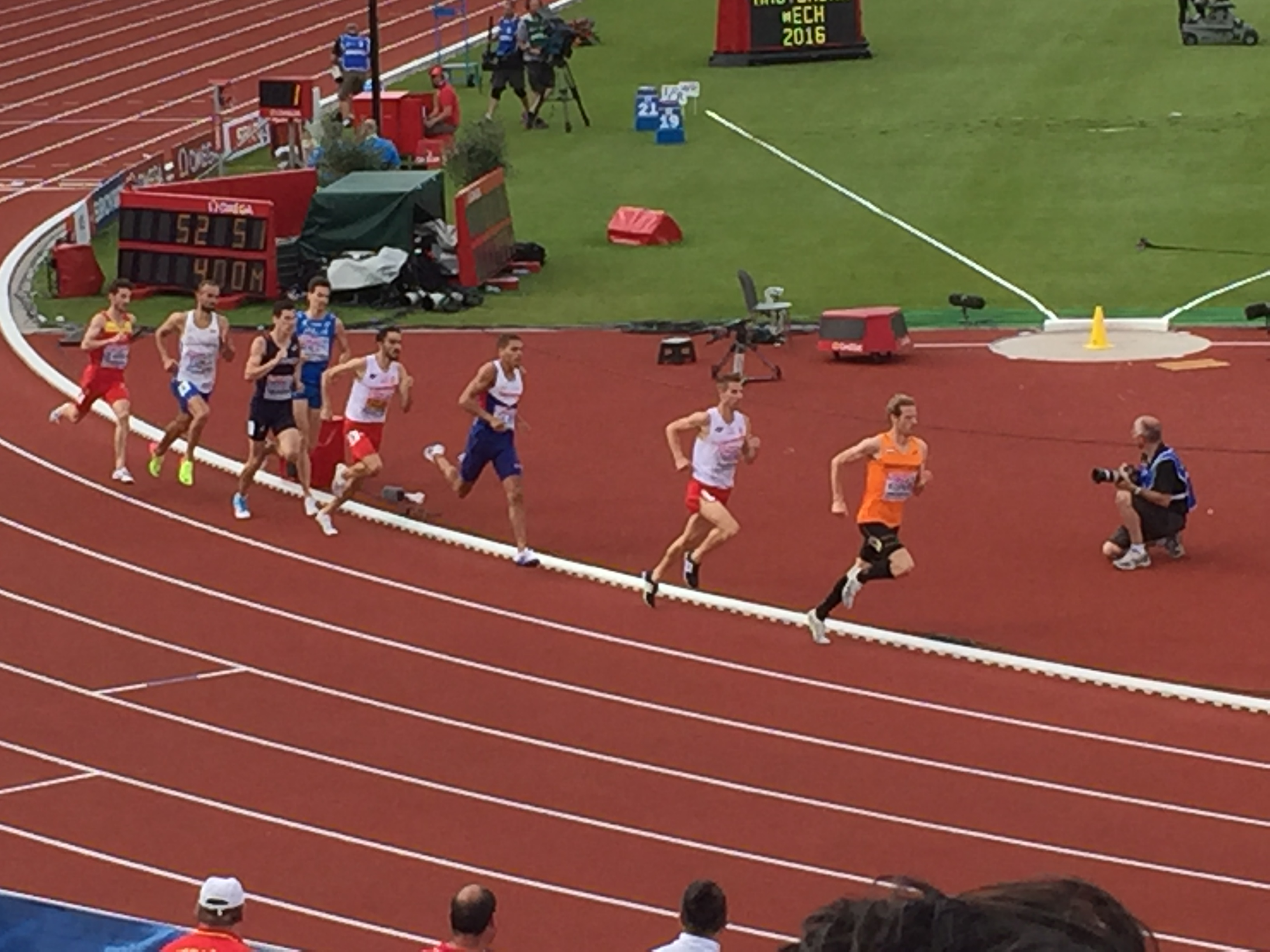
Lewandowski (tweede positie) tijdens de finale van de EK 2016.

### 800 m
Kampioenschappen
- 2006: 4e WK U20 – 1.48,25
- 2007:  EK U23 – 1.49,94
- 2007:  Poolse kamp. - 1.49,22
- 2007: 8e Universiade - 1.47,94
- 2008: 7e in ½ fin. OS - 1.47,24
- 2008: 4e IAAF Wereldatletiekfinale – 1.49,40
- 2009: 6e EK indoor – 1.49,86
- 2009:  EK U23 – 1.46,52
- 2009: 8e WK – 1.46,17
- 2010:  EK – 1.47,07
- 2011:  EK indoor – 1.48,23
- 2011:  Poolse kamp. - 1.46,28
- 2011: 4e WK - 1.44,80
- 2012: DNF in ½ fin. WK indoor (in serie 1.52,67)
- 2012: 4e in ½ fin. OS - 1.45,08
- 2013: 4e WK - 1.44,08
- 2014:  Poolse indoorkamp. - 1.47,16
- 2014: DQ in fin. WK indoor (in serie 1.46,26)
- 2014:  Poolse kamp. - 1.47,35
- 2014: 5e EK - 1.45,78
- 2015:  Poolse indoorkamp. - 1.49,73
- 2015:  EK indoor 1.46,67
- 2015:  FBK Games - 1.45,46
- 2015:  Poolse kamp. - 1.47,32
- 2015: 4e in ½ fin. WK - 1.45,34
- 2016:  Poolse kamp. - 1.48,31
- 2016:  EK - 1.45,54
- 2016: 6e OS - 1.44,20
- 2017: 3e in ½ fin. WK - 1.45,93

Diamond League-podiumplekken
- 2010:  Bislett Games – 1.44,56
- 2010:  DN Galan – 1.45,06
- 2011:  Athletissima – 1.45,01
- 2011:  British Grand Prix – 1.45,47
- 2012:  Golden Gala – 1.44,64
- 2013:  Athletissima – 1.44,31
- 2013:  Weltklasse Zürich – 1.43,79
- 2014:  Golden Gala – 1.44,60
- 2014:  DN Galan – 1.45,76
- 2014:  British Grand Prix – 1.47,45
- 2016:  Herculis – 1.44,59
- 2017:  Birmingham Diamond League - 1.45,33
- 2017:  Memorial Van Damme – 1.44,77
- 2018:  Shanghai Golden Grand Prix – 1.45,41
- 2018:  Memorial Van Damme – 1.45,21

### 1000 m
Diamond League-podiumplekken
- 2014:  Memorial Van Damme – 2.15,79

### 1500 m
Kampioenschappen
- 2005: 7e EJK - 3.49,08
- 2008:  Poolse kamp. - 3.44,94
- 2009: 6e EK team - 3.44,39
- 2010:  Poolse kamp. - 3.40,38
- 2013: 4e EK indoor - 3.39,19
- 2013:  Poolse kamp. - 3.38,98
- 2014:  Poolse kamp. - 3.41,57
- 2016:  Poolse kamp. - 3.39,45
- 2017:  Poolse indoorkamp. - 3.49,11
- 2017:  EK indoor - 3.44,82
- 2017: 7e WK - 3.36,02
- 2018:  EK - 3.38,14
- 2018:  WK indoor - 3.58,39
- 2019:  WK - 3.31,46 (NR)

Diamond League-podiumplekken
- 2017:  Bislett Games – 3.34,60

### 4 x 800 m
- 2014:  IAAF World Relays - 7.08,69
- 2015:  IAAF World Relays - 7.09,98
- 2017:  IAAF World Relays - 7.18,74

### 4 x 1500 m
- 2014: 6e IAAF World Relays - 15.05,70 (NR)

### Distance medley relay
- 2015: 4e IAAF World Relays - 9.24,07 (ER)

### veldlopen
- 2006: 90e WK (korte afstand) - 12.03

- World Athletics: 14217081
- Virtual International Authority File: 315946227